# SummerSlam (1997)
SummerSlam (1997) — десятое в истории шоу SummerSlam, PPV-шоу производства World Wrestling Federation (WWF, ныне WWE). Шоу прошло 3 августа 1997 года на арене Continental Airlines Arena в Ист-Ратерфорде, Нью-Джерси. На шоу прошло 8 поединков и было разыграно 3 чемпионских титула. Это шоу стало вторым, проведенным в Нью-Джерси, первое предыдущее событие состоялось в 1989 году.
Главным событием шоу стал поединок между чемпионом WWF Гробовщиком и Бретом Хартом. 7 июля во время выпуска Raw в Эдмонтоне, Харт был объявлен претендентом № 1 на титул чемпиона WWF. Во время интервью Харт сказал, что если он не выиграет на SummerSlam, то он никогда более не будет выступать в США. На следующей неделе Шон Майклз запросил у Винса Макмэна право выступить на шоу. 21 июля на Raw Харт, его брат Оуэн и зять Британский бульдог победили трёх американцев в поединке за флаг. Шон Майклз был объявлен специально приглашённым рефери на главный поединок SummerSlam.
Это событие также стало первым выступлением Майкла Коула на PPV-шоу WWF.

## Инцидент со Стивом Остином
В матче с Оуэном Хартом за интерконтинентальное чемпионство WWF Стив Остин получил серьёзную травму шеи, которая оказала влияние на его карьеру. С тех пор Остин заявил, что его шея в хорошем состоянии, и он не испытывает боли после успешной операции. Этот несчастный случай стал причиной закулисного конфликта между двумя рестлерами, но Остин в конце концов простил Харта и отдал ему дань уважения на шоу Raw is War в ночь после того, как Харт погиб на Over the Edge 1999 года. Однако Остин признался, что сожалеет о том, что они с Хартом не смогли полностью обсудить произошедший инцидент до внезапной смерти Харта.

## Результаты
| #                             | Матч | Тип матча                                                             | Время |
| ----------------------------- | --- | --------------------------------------------------------------------- | ----- |
| 1                             | Мэнкайнд победил Хантера Херст Хелмсли (с Чайной)                                                                                 | Матч в стальной клетке                                                | 16:25 |
| 2                             | Голдаст (с Марленой) победил Брайана Пиллмана                                                                                     | Одиночный матч                                                        | 07:15 |
| 3                             | «Легион судьбы» (Ястреб и Зверь) победили «Годвиннов» (Генри О. Годвинн и Финеас И. Годвинн)                                      | Командный матч                                                        | 09:51 |
| 4                             | Британский бульдог (c) победил Кена Шемрока по дисквалификации                                                                    | Одиночный матч за титул чемпиона Европы WWF                           | 07:29 |
| 5                             | «Лос Борикаус» (Савио Вега, Мигель Перес, Хосе Эстрада и Хесус Карлито) победили «Учеников Апокалипсиса» (Чейнз, 8-й шар и Череп) | Командный матч восьми человек                                         | 09:07 |
| 6                             | Стив Остин победил Оуэна Харта (c)                                                                                                | Одиночный матч за титул интерконтинентального чемпиона WWF            | 16:16 |
| 7                             | Брет Харт победил Гробовщика (c)                                                                                                  | Одиночный матч за титул чемпиона WWF, специальный рефери — Шон Майклз | 28:09 |
| (c) — чемпион на начало матча | |                                                                       |       |